# Musée provincial du Jilin
Le musée provincial du Jilin (chinois simplifié : 吉林省美术馆 ; pinyin : Jílín shěng měishùguǎn est le musée de la province de Jilin, situé à Changchun, sa capitale.
Il est situé au sud-est de la ville, proche de la station Changying shiji cheng (长影世纪城, Changying World Plaza), qui dessert le parc d'attraction éponyme, au terminus de la ligne n°3 du Métro léger de Changchun.

## Histoire
Le Musée est ouvert depuis le 25 avril 2008.

## Publications
- (zh) 1+郭培利 et 吉林省美术馆编, 首届吉林省版画双年展作品集, 长春出版社,‎ 2012 (ISBN 9787544525343)
- (zh) 郭培利 (dir.) et 吉林省美术馆编, 丹青向党, 长春出版社,‎ 2011 (ISBN 9787544515535, OCLC 910633915)